# Sint-Matthias-eilanden
De Sint-Matthias-eilanden vormen een groep van 10 vulkanische eilanden in het noorden van de Bismarckarchipel. Ze behoren tot Papoea-Nieuw-Guinea en zijn administratief ingedeeld bij de provincie Nieuw-Ierland. Het grootste eiland is Mussau.

## Beschrijving
De eilanden werden in 1616 door de Nederlandse zeevaarders Jacob Le Maire en Willem Cornelisz Schouten  voor Europa ontdekt. Na 1885 kwamen de eilanden onder bestuur van het Duitse Keizerrijk en tussen 1899 tot 1914 werd het een Duitse kolonie Deutsch-Neuguinea. In 1914 veroverden Australische troepen de eilanden en na de Eerste Wereldoorlog werd het mandaatgebied van de Volkenbond onder Australisch bestuur.
De Sint-Matthias-eilanden worden door BirdLife International aangemerkt als een gebied dat internationaal van belang is als leefgebied voor wilde vogels (IBA). Er komen zeldzame en bedreigde endemische vogelsoorten voor waaronder een ondersoort van Meeks spechtpapegaai (Micropsitta meeki proxima), witrugmonarch (Symposiachrus menckei) en de zwartborstwaaierstaart (Rhipidura matthiae). 

## Bron
- Dit artikel of een eerdere versie ervan is een (gedeeltelijke) vertaling van het artikel St.-Matthias-Inseln op de Duitstalige Wikipedia, dat onder de licentie Creative Commons Naamsvermelding/Gelijk delen valt. Zie de bewerkingsgeschiedenis aldaar.